# Casa de Moneda de Denver
La Casa de Moneda de Denver es una sucursal de la Casa de Moneda de los Estados Unidos, que acuñó sus primeras monedas el 1 de febrero de 1906. La Casa de la Moneda sigue en funcionamiento y produce monedas para circulación, así como juegos de monedas y monedas conmemorativas. Las monedas producidas en la Casa de Moneda de Denver tienen una marca de ceca «D» (al igual que la Casa de Moneda de Dahlonega, que cerró antes de la apertura de la sucursal de Denver). La Casa de la Moneda de Denver es el mayor productor de monedas del mundo.

## Historia

### Clark, Gruber & Co.

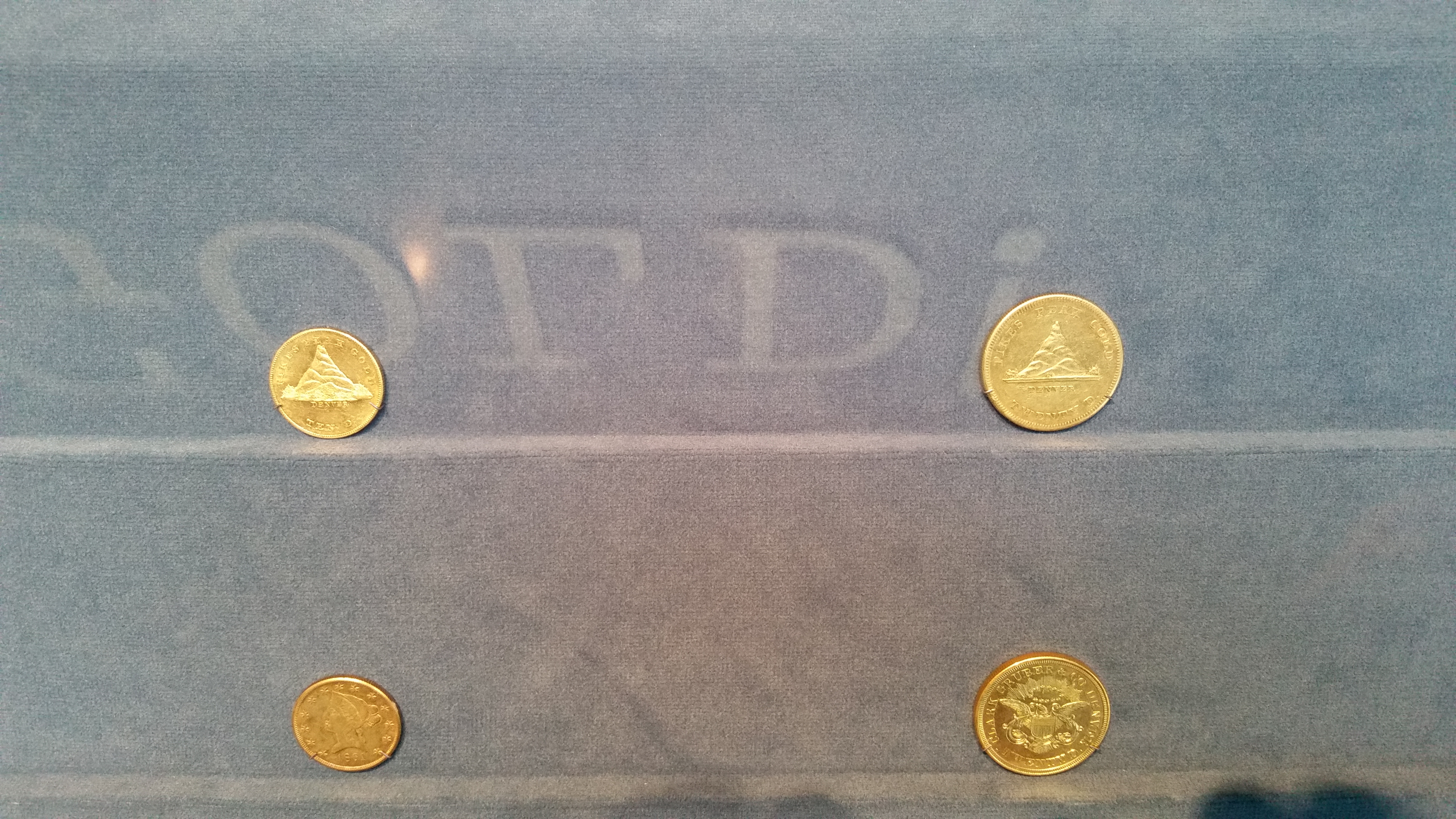
Monedas de oro «Clark Gruber & Company» exhibidas en el History Colorado Center

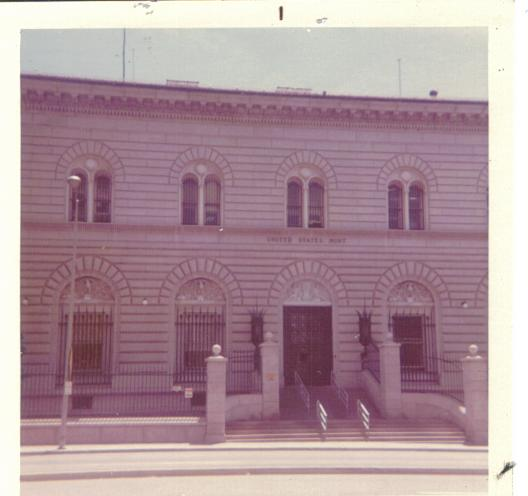
La Casa de la Moneda de Denver en una fotografía de mayo de 1972

Los predecesores de la Casa de Moneda de Denver fueron Clark, Gruber & Co. Durante la fiebre del oro del Pico Pikes, se acuñaron monedas con el oro proveniente de dichos yacimientos auríferos. En 1858, Austin M. Clark, Milton E. Clark y Henry Emanuel Gruber fundaron una empresa de corretaje en Leavenworth, Kansas, para luego establecer una oficina en Denver durante el inicio de la fiebre del oro del Colorado. Deseosos de ahorrar en los costos de envío y seguros asociados con el traslado de oro al este, la firma abrió una ceca privada. El 25 de julio de 1860, empieza a funcionar en un edificio de ladrillo de dos pisos en la esquina de las calles Market y 16, acuñando monedas de oro de $ 10 a razón de «quince o veinte monedas por minuto». En el anverso se representa el pico, con su base rodeada por un bosque y la inscripción «PIKES PEAK GOLD» y en la parte inferior «TEN D». En el reverso luce un águila americana rodeada por el nombre de la firma «Clark, Gruber & Co.», y debajo la fecha 1860.
Se añadió una moneda de oro de $ 20, cuyo peso será mayor, pero su valor será el mismo que el de la moneda estadounidense de la misma denominación. Se añadieron monedas de oro de $ 5 y $2,5, con una producción que alcanzó los $ 18 000 semanales. En el anverso se veía la cabeza de la Diosa de la Libertad rodeada de trece estrellas, con «Clark & Company» en la tiara. En el reverso se leía «Pikes's Peak Gold, Denver», con «5D» o «2 1/2 D».
En sus casi tres años de funcionamiento, esta empresa acuñó oro del pico Pikes por valor de $ 594 305 en monedas. Además adquirió 77 000 onzas troy de oro en bruto y enviaron grandes cantidades de polvo a la Casa de Moneda de Filadelfia. El edificio, el equipo de análisis y la maquinaria de acuñación fueron adquiridos formalmente por el Departamento del Tesoro de los Estados Unidos en abril de 1863. Clark, Gruber & Co. siguió siendo un banco hasta su adquisición por el First National Bank de Denver en 1865.

### Acta del Congreso de 1862
Establecida por una Acta del Congreso el 21 de abril de 1862, la Casa de la Moneda de los Estados Unidos en Denver abrió sus puertas a finales de 1863 como «Oficina de Ensayos de los Estados Unidos». Las operaciones comenzaron en las instalaciones de Clark, Gruber and Company, ubicadas en las calles 16 y Market, y adquiridas por el gobierno por 25 000 dólares.
Sin embargo, a diferencia de Clark, Gruber and Company, la planta de Denver no acuñó el oro como se pretendía inicialmente. Una de las razones dadas por el director de la Casa de la Moneda para la falta de acuñación de monedas en esta ciudad fue «...la hostilidad de las tribus indígenas a lo largo de las rutas, sin duda instigadas por emisarios rebeldes (los confederados) y hombres blancos malvados».
El oro y las pepitas traídas por mineros de la zona circundante eran aceptados por la Oficina de Ensayos para su fundición, análisis y estampación de lingotes de oro fundido. Estos lingotes eran devueltos a los depositantes como lingotes entregados, sellados con el peso y la finura del oro. La mayor parte del oro provenía de los ricos yacimientos de oro de placer hallados en los arroyos, descubiertos por primera vez en 1858, el mismo año de la fundación de Denver.
Cuando se agotó el suministro de oro de los arroyos, se centró la atención en la minería de vetas, descubriendo vetas de mineral con un alto porcentaje de oro y plata. Para 1859, el valor anual del oro y la plata depositados en la Oficina de Ensayos superaba los 5,6 millones de dólares. Durante sus primeros años como Oficina de Ensayos, la planta de Denver fue la estructura más importante de la ciudad.

### Historia posterior
El Tesoro de los Estados Unidos no expandió sus operaciones de fundición y refinación al mismo ritmo que el descubrimiento y la producción de oro. En 1872, un grupo de empresarios, liderado por el juez Hiram Bond (anteriormente uno de los principales corredores de la Bolsa de oro de Nueva York), Joseph Miner y el alcalde de Denver, Joseph E. Bates, fundaron la empresa Denver Smelting and Refining Works, que construyó una planta complementaria independiente que procesaba el mineral en lingotes que luego eran ensayados, pesados y sellados por la Casa de la Moneda de Denver.
El congreso dispuso la creación de una Casa de la Moneda en Denver para la producción de monedas de oro y plata. El terreno para la nueva Casa de la Moneda, en las calles West Colfax y Delaware, se adquirió el 22 de abril de 1896 por aproximadamente 60 000 dólares. La construcción comenzó en 1897.
Las asignaciones para completar y equipar la planta fueron insuficientes, y el traslado de las operaciones de análisis al nuevo edificio se retrasó hasta el 1 de septiembre de 1904. Las operaciones de acuñación finalmente comenzaron el 1 de febrero de 1906. Además, antes de que se instalara la nueva maquinaria que se utilizaría en la Casa de la Moneda, se envió primero a la Exposición de San Luis de 1904 para su exhibición. En 1906, se acuñaron las primeras monedas de plata en Denver. Durante el primer año, se produjeron 167 millones de monedas, incluyendo monedas de oro de $ 20 (Águila Doble), $ 10 (águila), $ 5 (media águila) y monedas de plata de diversas denominaciones.
La Casa de la Moneda fue incluida en el Registro Nacional de Lugares Históricos en 1972. Además, fue incluida como propiedad contribuidora en la lista del Centro Cívico de Denver en 1974.
Actualmente, la Casa de la Moneda de Denver produce monedas conmemorativas, troqueles y juegos de monedas sin circular. Tiene una capacidad de producción de más de 50 millones de monedas diarias y cuenta con aproximadamente 350 empleados.